# Feuerwehr Karlsruhe
Die Feuerwehr Karlsruhe ist die lokale Brandschutzbehörde der baden-württembergischen Stadt Karlsruhe.

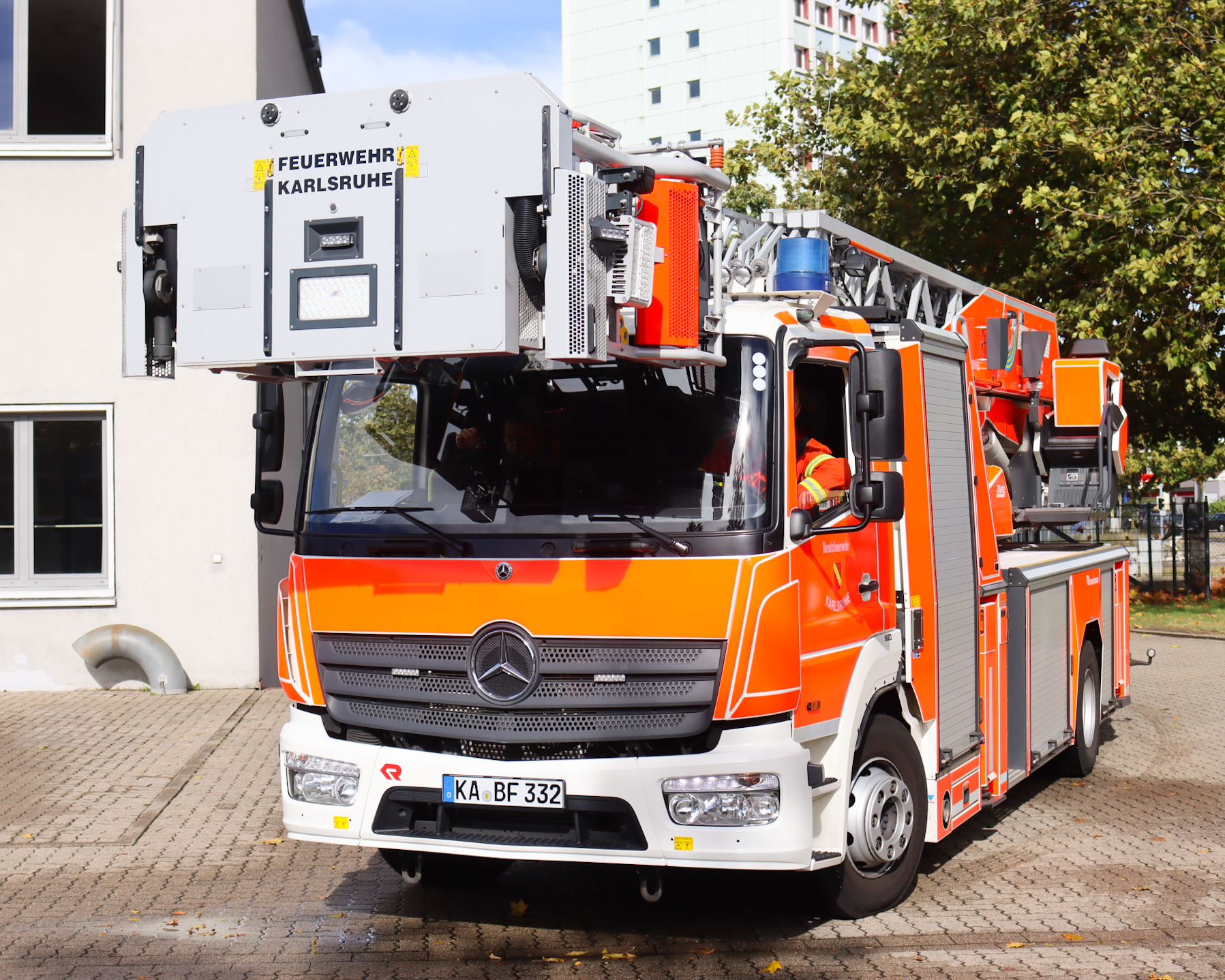

## Geschichte
Die Freiwillige Feuerwehr in Karlsruhe wurde am 28. Februar 1847 nach dem Brand des Badischen Staatstheaters gegründet. Vorbild war das von Christian Hengst gegründete, aus der Turnerbewegung stammende und gut organisierte Pompier-Corps des damals noch selbstständigen Stadtteils Durlach, welches bereits 28 Minuten nach Alarmierung mit der Stadtspritze No. 2 die Löscharbeiten an diesem Theater aufnahm. Zuvor war im Jahr 1722 die erste städtische Feuerspritze angeschafft worden, die Brandbekämpfung aber nicht organisiert. Die Freiwillige Feuerwehr umfasste zunächst drei Kompanien mit je maximal 120 Mann; im Jahr 1872 wurde für die dicht besiedelte, wachsende Südstadt eine weitere Kompanie eingerichtet. Jede Kompanie verfügte über eine eigene, voll ausgestattete Feuerwache. Im Jahr 1876 hatte die Freiwillige Feuerwehr bereits 363 Mitglieder. Im Jahr 1859 fand der 3. Deutsche Feuerwehrtag in Karlsruhe statt.

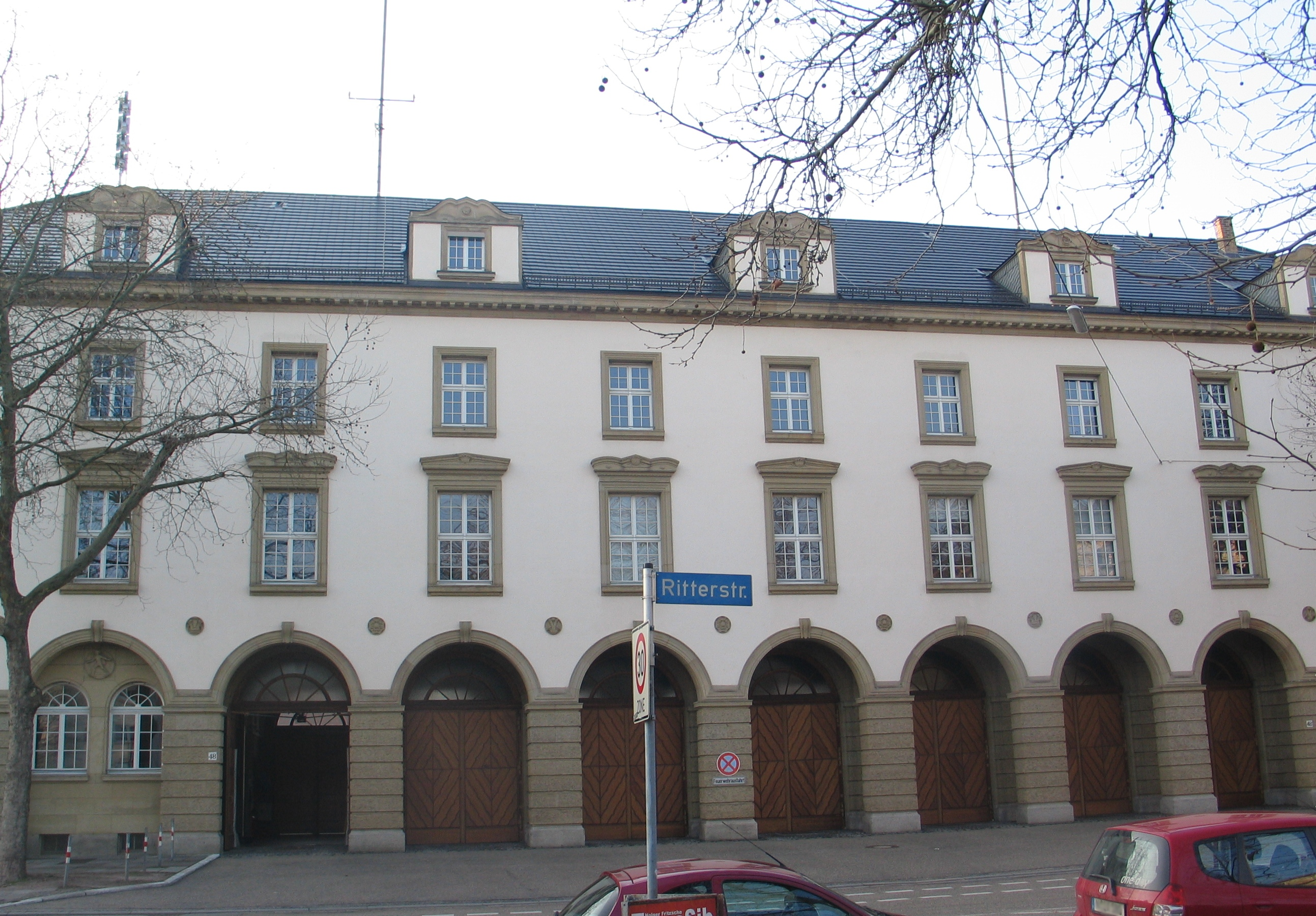
Alte Hauptfeuerwache in der Ritterstraße

Im Jahr 1907 scheiterte die Gründung einer Berufsfeuerwehr am Widerstand der Freiwilligen Feuerwehr, doch am 26. September 1926 wurde die Hauptfeuerwache in der Ritterstraße eingeweiht, in der die Berufsfeuerwehr einzog. Sie wurde von Hermann Billing gebaut und steht heute unter Denkmalschutz. Im Zweiten Weltkrieg wurde die Feuerwehr Anfang 1939 in die Feuerschutzpolizei im Sinne des nationalsozialistischen Staates umgewandelt; diese verließ die Stadt einen Tag vor dem Einmarsch der Franzosen und kehrte erst im Mai 1945 wieder zurück.
Wegen der Arbeiten am Kernforschungszentrum Karlsruhe wurde im Jahr 1962 ein Strahlenschutzzug eingerichtet. Am 5. September 1973 wurde dann schließlich der Stadtfeuerwehrverband gegründet, der die Zusammenarbeit der Freiwilligen Feuerwehr und der Berufsfeuerwehr koordinieren sollte.

## Berufsfeuerwehr
Die Berufsfeuerwehr Karlsruhe umfasst zwei Feuerwachen, die Hauptfeuerwache in der Südstadt und die Feuerwache West in Mühlburg.

### Hauptfeuerwache

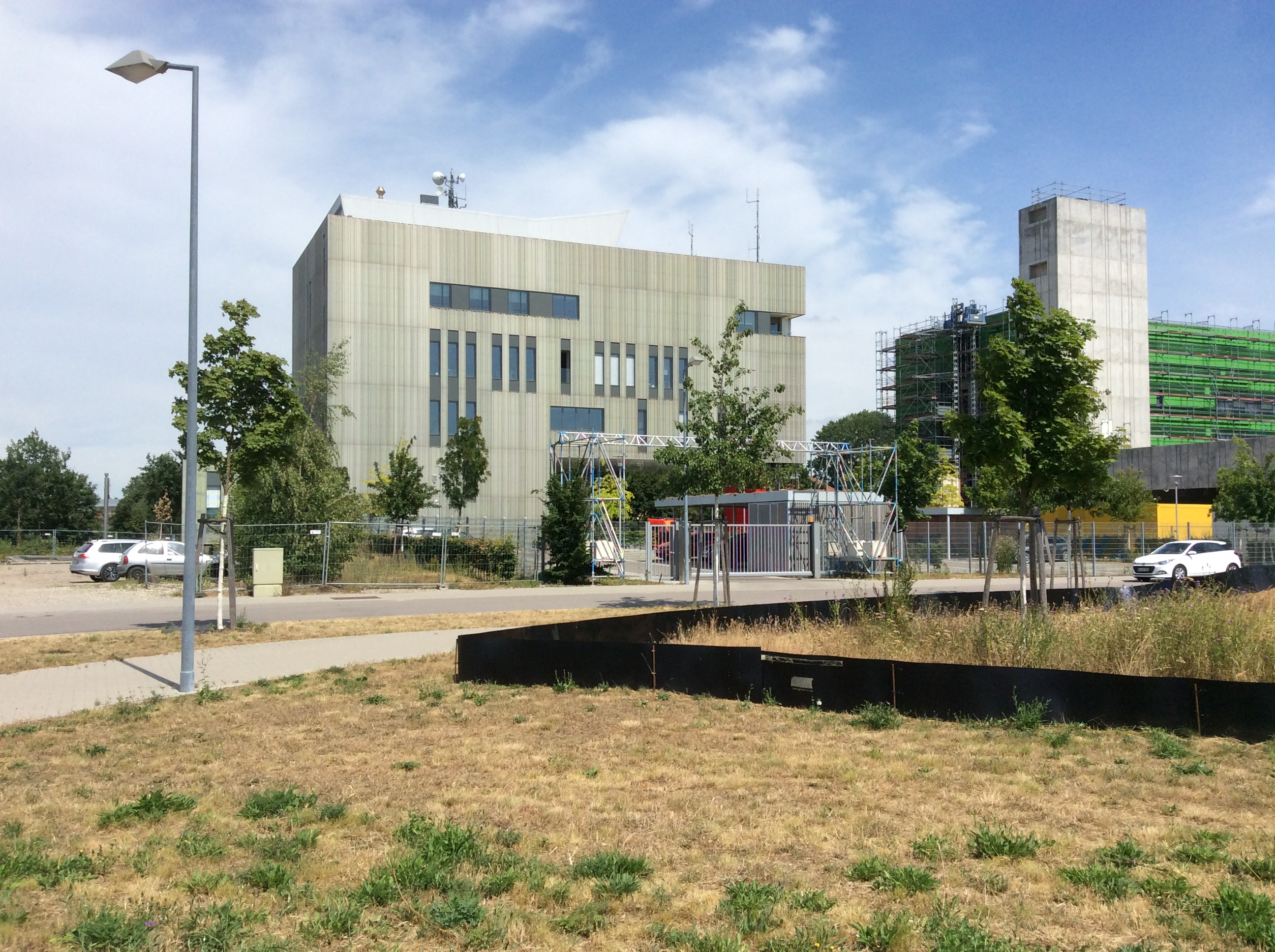
Das Leitstellengebäude und die noch im Bau befindliche Hauptfeuerwache (rechts, 2019)

Nach dem symbolischen ersten Spatenstich am 28. Oktober 2016 wurde die neue Hauptfeuerwache (⊙) am 28. April 2021 offiziell in Betrieb genommen. Sie ersetzte zusammen mit dem angrenzenden Leitstellengebäude die in die Jahre gekommene Hauptfeuerwache in der Ritterstraße, die künftig als Haus des Bevölkerungsschutzes dienen soll.
Hier befinden sich ein Einsatzleitwagen 1, zwei Hilfeleistungslöschfahrzeuge vom Typ HLF 20, eine Drehleiter vom Typ DLK 23/12, ein Kleineinsatzfahrzeug, ein Gerätewagen für Gefahrgut an Land, ein Abrollbehälter für einen Massenanfall von Verletzten sowie verschiedene Klein- und Reservefahrzeuge.

### Feuerwache West

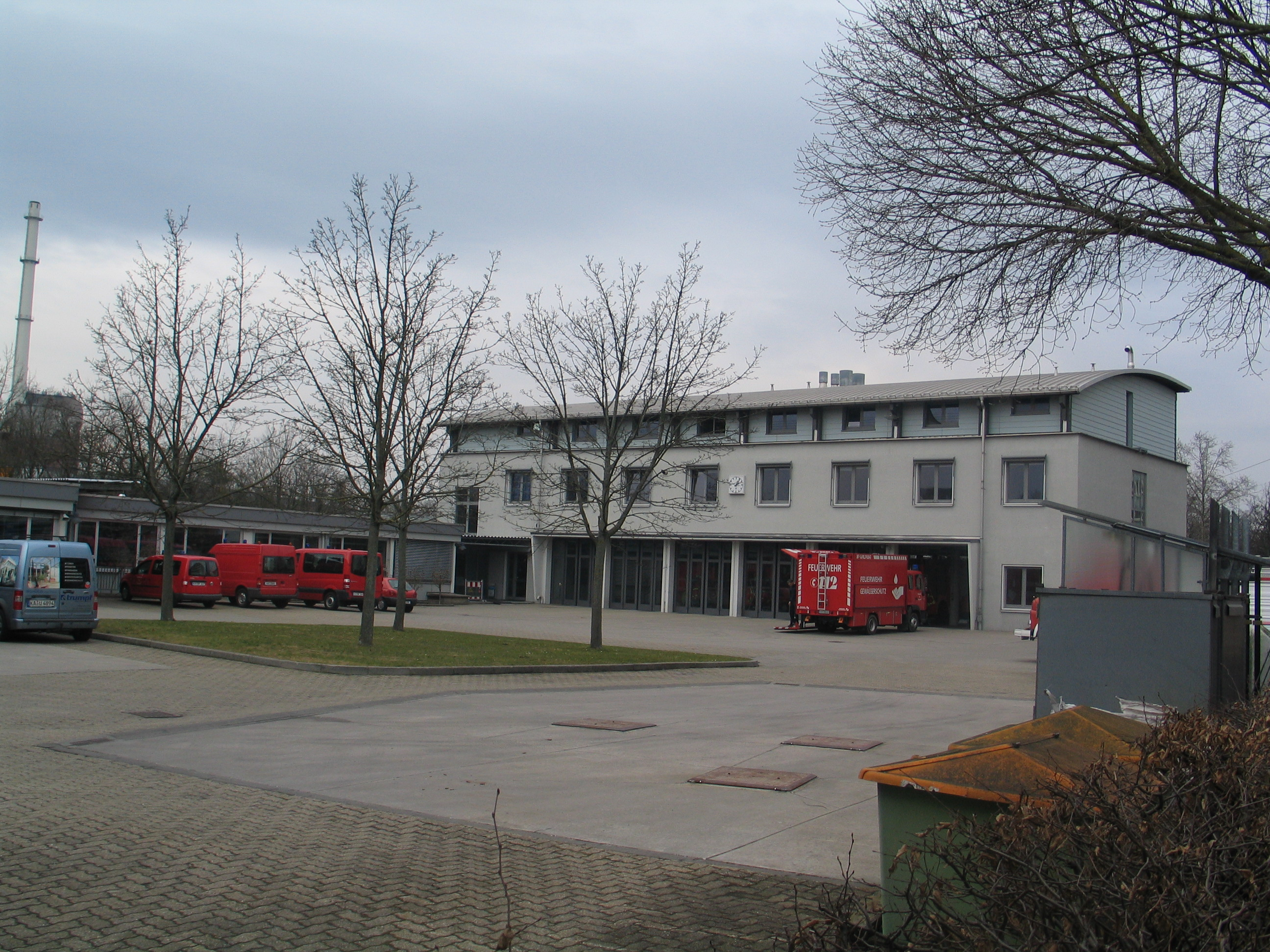
Feuerwache West

Die Feuerwache West (⊙) wurde im Jahr 1960 errichtet und seitdem mehrfach erweitert. Hier befinden sich ein Einsatzleitwagen 1, ein Einsatzleitwagen 2 zwei Hilfeleistungslöschfahrzeuge vom Typ HLF 20, eine Drehleiter vom Typ DLK 23/12, ein Kleineinsatzfahrzeug, eine Hubrettungsbühne B42, ein Feuerwehrkran, ein Gerätewagen für Gefahrgut auf Wasser, ein Kleineinsatzfahrzeug, ein Rüstwagen mit einem 2-Systemsaugaufsatz – einmal für die Aufnahme und Aufgabe von Flüssigkeiten sowie einmal ein Saugbagger zur Aufnahme rieselfähiger Stoffe – und vier Wechselladerfahrzeuge mit 13 Abrollbehältern sowie verschiedene Klein- und Reservefahrzeuge.
Zudem wird von der Feuerwache West das Hilfeleistungslöschboot Pamina 1 und ein Mehrzweckboot besetzt, die am Rhein- bzw. Ölhafen stationiert sind.

### Integrierte Leitstelle
Seit dem Jahr 2017 wird die in der Zimmerstraße neu gebaute Integrierte Leitstelle von der Stadt Karlsruhe, dem Landkreis Karlsruhe und dem Kreisverband Karlsruhe des Deutschen Roten Kreuzes betrieben. Sie kann unter anderem über die Telefonnummern 112, 116117 und 19222 erreicht werden. Von hier aus werden alle Einsätze der außerpolizeilichen Gefahrenabwehr koordiniert. Die Berufsfeuerwehr Karlsruhe selbst hält keine Rettungswagen vor. Diese stellen der Arbeiter-Samariter-Bund, das Deutsche Rote Kreuz, der Malteser Hilfsdienst und die ProMedic Rettungsdienst gGmbH.

## Freiwillige Feuerwehr
Die Freiwillige Feuerwehr Karlsruhe umfasst 16 Abteilungen und hat eine Personalstärke von 650 Mitgliedern. In der Jugendfeuerwehr engagieren sich weitere 350 Jugendliche im Alter zwischen 10 und 17 Jahre. Eine Besonderheit ist der ABC-Zug Stadt, der für die Abwehr von atomaren, chemischen und biologischen Gefahren zuständig ist.
In folgenden 15 Stadtteilen bestehen Abteilungen der Freiwilligen Feuerwehr: Aue, Bulach, Daxlanden, Durlach, Grötzingen, Grünwinkel, Hagsfeld, Hohenwettersbach, Knielingen, Mühlburg, Neureut, Rüppurr, Stupferich, Wettersbach und Wolfartsweier.

## Werkfeuerwehr
Die Werkfeuerwehr Karlsruher Institut für Technologie stellt den vorbeugenden und abwehrenden Brandschutz für den Campus Nord des Karlsruher Instituts für Technologie (KIT) sicher. Sie ist eine anerkannte Werkfeuerwehr.
Folgende Fahrzeuge stehen zur Verfügung:
- Kommandowagen
- Hilfeleistungslöschfahrzeug
- Trockentanklöschfahrzeug
- 2 Gerätewagen Transport
- Rüstwagen 2
- Wechselladerfahrzeug.

Zudem stehen folgende Abrollbehälter für das Wechselladerfahrzeug zur Verfügung:
- Notfallstation
- CO₂
- Gefahrgut
- Sonderlöschmittel
- Mulde